# Irena Bukowska-Floreńska
Irena Bukowska-Floreńska (ur. 30 stycznia 1938 w Chorzowie) – etnolożka, antropolożka kulturowa, silesianistka, muzealniczka i nauczycielka akademicka.

## Życiorys
Wywodzi się z dawnej rodziny szlacheckiej Bukowskich herbu Ossoria. Urodziła się jako starsze dziecko Tadeusza (1904–?) i Wandy z d. Malisz (1910–?); ma młodszego brata Zbigniewa (ur. 1944).
W 1955–1960 studiowała etnografię na Wydziale Filozoficzno-Historycznym Uniwersytetu Jagiellońskiego w Krakowie. Początkowo związana była z Katedrą Etnografii Słowian i zespołem naukowym prof. Romana Reinfussa, rozwijając zainteresowania sztuką ludową. Podjęła równolegle studia z historii sztuki (1957–1959). Była słuchaczką wykładów m.in. prof. Andrzeja Waligórskiego i Kazimierza Dobrowolskiego. Pod kierunkiem ostatniego z nich napisała pracę magisterską pt. Przemiany kulturowe w urządzaniu wnętrza domu chłopskiego we wsi Skotniki (Kraków dzielnica Podgórze) w latach 1880–1960.
W 1960 podjęła pracę adiunkta w Muzeum w Zabrzu, gdzie kierowała działem etnograficznym. W 1972–1973 pracowała na stanowisku kustosza w Muzeum w Wodzisławiu Śląskim. W 1973–1978 pełniła funkcję dyrektora Muzeum w Rybniku.
W 1976 na Wydziale Historycznym Uniwersytetu im. Adama Mickiewicza w Poznaniu obroniła pracę doktorską pt. Współczesna twórczość plastyczna środowiska robotniczego Górnośląskiego Okręgu Przemysłowego i Rybnickiego Okręgu Węglowego na przykładzie rzeźby (wyd. 1987), której promotorem był prof. Józef Burszta. Dwa lata później rozpoczęła pracę naukowo-dydaktyczną, zatrudniając się w Filii w Cieszynie Uniwersytetu Śląskiego w Katowicach. W 1989 uzyskała stopień doktora habilitowanego na Uniwersytecie im. Adama Mickiewicza na podstawie rozprawy Społeczno-kulturowe funkcje tradycji w społecznościach industrialnych Górnego Śląska (wyd. 1987). W 1991 została kierowniczką Zakładu Nauk Społecznych. W następnym roku objęła stanowisko profesora. W 1993 powierzono jej funkcję dyrektora Instytutu Etnologii i Antropologii Kulturowej. W 1997 zainicjowała wydawanie „Studiów Etnologicznych i Antropologicznych”, których została redaktorką naczelną. W 2009 prezydent Lech Kaczyński przyznał jej tytuł profesora zwyczajnego nauk humanistycznych. Przeszła na emeryturę w 2012, po czym zamieszkała w Opolu.

## Działalność naukowa
W okresie zabrzańskim prowadziła rozległe prace badawcze nad całokształtem zmiany kulturowej w środowiskach robotniczych i robotniczo-chłopskich w rejonach przemysłowych Górnego Śląska. Wiele miejsca poświęciła instytucji rodziny. Szczególną uwagę poświęciła sztuce nieprofesjonalnej robotników, odkrywając pomijaną dotąd dziedzinę ich twórczości – rzeźbę w węglu. Jako dyrektor Muzeum w Rybniku doprowadziła do reorganizacji instytucji i przekwalifikowania zbiorów, w których historia rzemiosła stała się działem wiodącym.
Głównym przedmiotem badań Ireny Bukowskiej-Floreńskiej jest Górny Śląsk. W jej pracach można odnaleźć silne przywiązanie do metody diagnozy, przeniesionej na grunt nauk kulturologicznych i społecznych. Uzasadnia to rozbudowanie katalogu poruszanych zagadnień. Opublikowała szereg prac przyczynkarskich i studiów porównawczych, dotyczących różnych aspektów dziedzictwa kulturowego Górnego Śląska oraz innych regionów industrialnych Polski. Dużo miejsca poświęciła również szeroko rozumianej problematyce antropologii miasta i ekologii kulturowej. Podejmuje też tematykę tożsamości regionalnej, systemu wartości, rodziny, religijności przeżywanej, postaw twórczych i aktywności kulturalnej oraz degradacji środowiska kulturowego i społecznego. Irena Bukowska-Floreńska zajmuje się też analizą dorobku, potrzeb i perspektyw rozwojowych silesianistyki etnologicznej. Wśród bogatej spuścizny badaczki, znajduje się również propozycja wykorzystania spojrzenia etnologicznego w diagnozie tożsamości kulturowej rodzin o dziedzictwie ziemiańskim i szlacheckim.
Irena Bukowska-Floreńska doprowadziła do otworzenia kierunku etnologicznego na Uniwersytecie Śląskim w 1995. W czasie pracy dydaktycznej wywarła znaczny wpływ na kształt naukowo-badawczy ośrodka cieszyńskiego, gdzie przeważały perspektywy funkcjonalna i strukturalno-semiotyczna. Pośrednio przyczyniła się do wniesienia podstaw intelektualnych dla specjalności antropologii ekologicznej, prowadzonej przez etnologów związanych z uczelnią w Cieszynie.
Wśród wypromowanych przez nią doktorów znaleźli się m.in. Kinga Czerwińska i Grzegorz Odoj. Była wielokrotną recenzentką prac doktorskich, m.in. Ludmiły Nowackiej, Magdaleny Szalbot, Tadeusza Czarneckiego i Mariusza Filipa. Recenzowała jedną pracę habilitacyjną, autorstwa Jacka Schmidta.